# 김성중 (1952년)
김성중(金聖中, 1952년 12월 14일 ~ )은 대한민국 前 정무직 공무원이며 前 대학 교수이다.

## 학력
- 1971년 : 전주고등학교 졸업
- 1977년 : 전북대학교 무역학 학사
- 1979년 : 전북대학교 대학원 무역학 석사
- 1985년 : 코넬대학교 노사관계대학원 박사

## 경력
- 1990년 : 노동부 산업보건과장, 능력개발과장, 노사협의과장
- 안산지방노동사무소장
- 1996년 : 노사관계개혁위원회 사무국장
- 1998년 : 노동부 고용보험심의관
- 1999년 : 노동부 노사협력관
- 2000년 : 노동부 고용총괄심의관
- 2002년 : 노동부 근로기준국장
- 2002년 : 노동부 고용정책실장
- 2003년 : 서울지방노동위원회 위원장
- 2005년 : 노동부 정책홍보관리실장
- 2006년 : 노동부 차관[1]
- 2007년 : 노사정위원회 위원장[3]

## 수상
- 1988년 : 대통령 표창
- 1995년 : 녹조근정훈장